# 193 Pułk Piechoty (Imperium Rosyjskie)
193 pułk piechoty (ros. 193-й пехотный Свияжский полк) – oddział piechoty armii Imperium Rosyjskiego.

## Charakterystyka
Sformowany w 1711. Stacjonował między innymi w m. Wiatka.

 W przededniu I wojny światowej pułk etatowo posiadał cztery bataliony po cztery kompanie oraz kompanię tyłową. Kompania piechoty czasu wojny liczyła około 240 żołnierzy i 4–5 oficerów. Na szczeblu pułku występował także pododdział karabinów maszynowych (8 km), łączności (w tym 14 konnych gońców i 21 telefonistów) i zwiadowczy (64 zwiadowców, w tym 4 kolarzy). W sumie pułk liczył około 4000 żołnierzy.

W  lipcu 1914, na bazie zalążków wydzielonych z pułku, w ramach 2 fali mobilizacyjnej, sformowany został rezerwowy 333 pułk piechoty.

193 pułk piechoty rozformowany został w 1918.

## Podporządkowanie
Lipiec 1914:
- 24 Korpus Armijny – Samara[8]
  - 49 Dywizja Piechoty – Perm
    - 1 Brygada Piechoty – Wiatka
      - 193 pułk piechoty – Wiatka